# 印綬

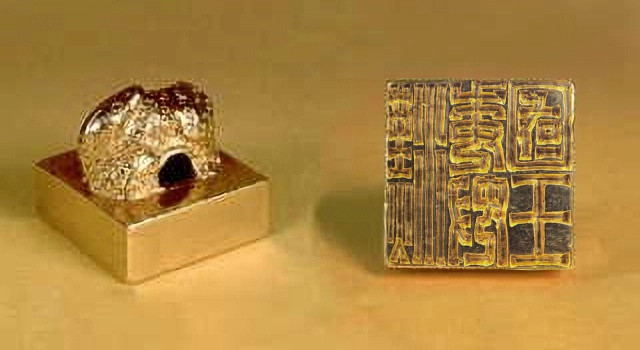
漢委奴国王印

印綬（いんじゅ）とは中国に於いて臣下に対して印章を授けることによって官職の証とした制度の事である。印は印章、綬はそれを下げるためのひものことであり、この組み合わせにより一目でどのような地位にあるかがわかるようにされていた。

## 概要
『漢書』などによると漢の印綬制度では印の材質では上から順に玉・金・銀・銅、綬の色は多色（皇帝で六色）、綟（萌黄）、紫、青、黒、黄となる。更に印の鈕（つまみ）部分には、魚、蛇、龍、虎、亀、羊、馬、駱駝などの動物のかたち、鼻、瓦、橋のかたちなど、さまざまな造形が施されている。
冊封体制下に於ける中国の周辺諸国の君主たちはそれぞれに名目的に中国王朝の臣下とされ、それぞれが印綬を受けていた。これは外臣と呼ばれ、王朝に直接仕えている内臣よりも一段低い扱いを受ける。
例えば漢代に於いて諸侯王は内臣の場合は金璽綟綬（きんじれいじゅ）が授けられるが、外臣で王号を持つ者は金印紫綬となる。日本の志賀島で発見された漢委奴国王印や、まだ見つかっていない倭女王卑弥呼が授けられた「親魏倭王」印も金印紫綬である。                
日本においては、天皇を中心とする朝廷から、各地方の国司に任ぜられた者に、その身分の証として授けられ、また、沖縄県が琉球王国だった頃は、銀印（鍍金銀印）を中華の皇帝から授与されていた。
こうした官職位階勲等を象徴する印綬であるが、この習慣は中国由来の命理（四柱推命）にも反映されており、士人が君主に拝謁する適当な機会を印綬の時期流年としている。  
また、文語調の日本語で重職に就くことを「印綬を帯びる」と言った例がある。たとえば勝田龍夫「重臣たちの昭和史（下）」P115「さきほど御殿場で西園寺が、『首相の印綬を帯びる程の人物は、三斗の酢を鼻で吸う程の苦難を舐めた者でなければその資格がない』と寓意を洩らしたのを聞いたばかりである」。

## 外延領域首長への印綬の下賜例

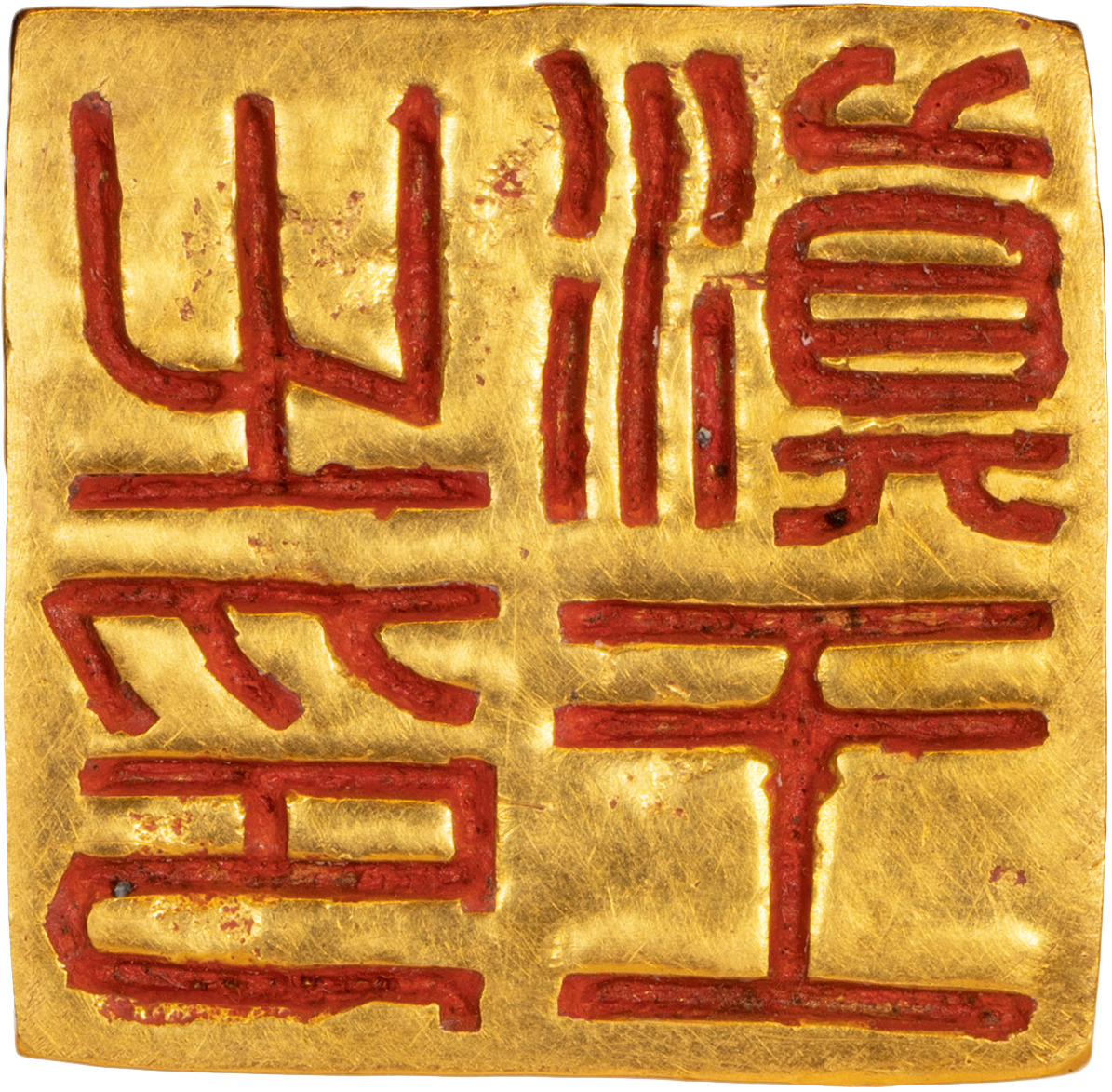
滇王之印

- 紀元前200年の白登山の戦いで包囲を脱した前漢劉邦から匈奴冒頓単于に匈奴単于璽が供された。
- 紀元前109年、滇王、前漢武帝より、金印「滇王之印」を授かる。
- 57年、委奴国王、後漢の都・洛陽で初代皇帝・光武帝から金印「漢委奴国王印」を授かる（『後漢書』倭伝　「建武中元二年、倭奴国奉貢朝賀、使人自称大夫、倭国之極南界也。光武賜以印綬」）。
- 120年、天子賜扶余王尉仇台印綬金彩。
- 133年、鮮卑撃破の功で南匈奴骨都侯夫沈に金印紫綬及び縑綵を賜う。
- 229年、魏の曹氏、「大月氏国」（クシャーナ朝）に金印、「親魏大月氏王」贈る。
- 239年、倭女王卑弥呼、魏に朝貢、金印紫綬の「親魏倭王」印、銅鏡百枚等を賜わる（晋、陳寿　『三国志』魏書・東夷伝・倭人の条　「今以汝為親魏倭王仮金印紫綬」）。
- 1383年、明が鍍金銀印（「琉球国王之印」）を琉球国王に贈る（『明実録』）。
- 1400年、朝鮮王朝が高麗に代わって半島を統治したことを認めて金印を贈る。（中村栄孝『朝鮮』（吉川弘文館、1971年、p59-60による）